# 横浜市立小田小学校
横浜市立小田小学校（よこはましりつ こだしょうがっこう）は、神奈川県横浜市金沢区富岡西一丁目にある公立小学校。隣接して横浜市立小田中学校がある。

## 概要
1991年（平成3年）4月1日、富岡小学校、上中里小学校、梅林小学校から分離して開校する。

## 沿革
出典
- 1991年（平成3年）
  - 4月1日 - 開校。開校式挙行。富岡小学校より205名･上中里小学校より260名･梅林小学校より80名の児童が移籍。
  - 4月13日 - 水道使用許可。
  - 4月15日 - 校庭使用開始。
  - 5月1日 - 給食開始。
  - 6月24日 - 第1回開校記念日。
  - 9月23日 - 校章制定。
  - 10月29日 - 開校記念秋季大運動会（第1回運動会）開催。
  - 10月31日 - 第1回図工展開催。
  - 11月21日 - 校旗完成。
- 1992年（平成4年）
  - 1月16日 - 第1回校内書写展開催。
  - 2月19日 - 校歌制定。
  - 6月 - 校歌発表会開催。
- 1994年（平成6年）
  - 2月 - 小田小学校PTA設立。
  - 4月 - 個別支援学級設置。
  - 9月 - 富岡西4丁目48番～49番が西富岡小学校学区から、本校学区に編入。
- 1995年（平成7年）
  - 3月 - 児童用パソコン購入。
  - 6月 - 創立5周年記念式挙行。
- 1996年（平成8年）
  - 6月 - 国際理解教室開始。
  - 7月 - 福祉チヤレンジ事業による福祉体験学習開始。
  - 11月 - 個別支援学級が2学級に増設。
- 1998年（平成10年） - 会議室、個別支援学級教室の新設。
- 1999年（平成11年）6月 - 「はまっこふれあい教室」開始。
- 2000年（平成12年）
  - 6月 - 創立10周年記念式挙行。
  - 9月 - この年の運動会を、創立10周年記念秋季大運動会として開催。
  - 11月 - 創立10周年記念図工展開催。
- 2001年（平成13年） - 小田小学校新学校教育目標策定。
- 2002年（平成14年）
  - 時期不明 - 学校五日制の全面実施と新教育課程による教育実践スタート。
  - 12月 - 給食物資搬入門改修工事。
- 2003年（平成15年）
  - 7月 - この月から9月まで、校庭整備。
  - 11月 - ネットデイの実施。
  - 12月 - 学校2学期制保護者説明会の実施。
- 2004年（平成16年） - 学校2学期制スタート。全学級にパソコンを設置。
- 2005年（平成17年） - 創立15周年に向けて航空写真撮影実施。祝創立15周年記念運動会実施。緊急時校内連絡システムリモコン設置。
- 2006年（平成18年） - パソコン教室整備。学援隊発足。学校マニフェストを作成し配布。
- 2007年（平成19年） - あゆみ電算化。英語教育開始。特別支援教育開始。
- 2008年（平成20年） - 小田小学校新学校教育目標策定。
- 2009年（平成21年） - 雨水タンク設置。
- 2010年（平成22年） - 創立20周年記念式典挙行し、祝賀会開催。第20回運動会を創立20周年記念運動会として開催。教室にインターホンを設置。C棟2階のトイレを改修。
- 2011年（平成23年） - B棟階段に手すりを設置。正門に防犯カメラを設置。
- 2012年（平成24年） - 各特別教室にインターホンを設置。各教室にエアコンを設置。ピロティーの床面を補修。
- 2013年（平成25年）6月 - プールの塗装を全面改修。
- 2015年（平成27年）
  - 2月 - メタセコイア棟2階のトイレを改修。
  - 3月 - メタセコイア棟2階のホール床面を補修。
  - 7月 - この月から9年生まで、くすの木棟1階から4階のトイレのドライ化工事、体育館トイレ工事。体育館の男子更衣室内に「多目的トイレ」を新設。はまっ子教室前ホールと教室の工事・副門にキッズクラブ用のインターホン設置。
  - 時期不明 - 小田小はまっ子クラブから、小田小学校放課後キッズクラブへ移行。
  - 8月 - 1～2階スロープの照明スイッチを独立設置。
- 2016年（平成28年） - KCS（小田小学校地域コラボレーションシステム）本格始動。
- 2017年（平成29年） - プール循環器更新工事。副門に地域への発信用掲示板設置。
- 2019年（平成31年）- エレベーターの設置。
- 2020年（令和2年） - 創立30周年記念行事が、新型コロナウイルス感染拡大の影響で延期された。
- 2021年（令和3年）11月5日 - 小田小学校・小田中学校創立30周年記念式挙行。

## 校歌
- 作詞：小林 潤、作曲：井上 宣美

## 通学区域
- 横浜市磯子区
  - 杉田七丁目[2]
  - 杉田八丁目1番47号から3番12号まで、4番から9番33号まで、10番から27番まで、28番11号から47番14号まで、48番から56番まで
  - 杉田九丁目1番60号から1番66号まで、24番9号から24番14号まで
- 横浜市金沢区
  - 富岡西一丁目1番から73番まで
  - 富岡西二丁目13番、14番、17番から48番まで
  - 富岡西三丁目9番12号から9番17号まで、10番から13番まで、14番16号から14番30号まで、16番1号から16番6号まで、16番23号から19番まで、20番13号から20番19号まで、21番9号から21番20号まで
  - 富岡西四丁目24番、25番12号から25番15号まで、28番1号から28番5号まで、28番9号から49番まで
  - 富岡東一丁目28番18号から28番31号まで、30番から32番9号まで、32番19号から32番23号まで、34番から53番まで
  - 富岡東三丁目1番から9番まで、13番45号から13番53号まで

## 交通
- 京浜本線杉田駅より約1.4km
- 横浜市営バス小田バス停より約90m